# Garry Conille
Garry Conille (Porto Príncipe, 26 de fevereiro de 1966) é um acadêmico e político haitiano que atuou como primeiro-ministro do Haiti desde 3 de junho de 2024. Anteriormente, ocupou o mesmo cargo de outubro de 2011 até sua renúncia em maio de 2012.

## Biografia
Conille frequentou o Collège Canado-Haïtien e estudou na Universidade do Haiti e na Universidade da Carolina do Norte em Chapel Hill. De 22 de novembro a 12 de dezembro de 2011 atuou como Ministro da Justiça do Haiti.
Entre 18 de outubro de 2011 e 16 de maio de 2012 atuou como primeiro-ministro do Haiti no governo do presidente Michel Martelly. Apresentou a sua demissão após uma perda de confiança nele por parte dos seus ministros, depois de se recusar a ser submetido a uma investigação parlamentar sobre a sua alegada dupla nacionalidade (o que é ilegal para funcionários haitianos). Ele foi sucedido por Laurent Lamothe.
Em maio de 2024 foi novamente nomeado primeiro-ministro sob o mandato do Conselho Presidencial de Transição.